# Eduardo Bours
José Eduardo Robinson Bours Castelo. (Ciudad Obregón, Sonora; 17 de diciembre de 1956) es un político mexicano de ascendencia estadounidense y francesa, miembro del Partido Revolucionario Institucional. Egresado del Instituto Tecnológico y de Estudios Superiores de Monterrey, campus Monterrey, Nuevo León, donde cursó estudios de Ingeniería Industrial y de Sistemas. Es doctor honoris causa por la Universidad La Salle Noroeste. Fue senador en el período 2000-2002, y Gobernador del Estado de Sonora en el periodo 2003-2009.

## Familia
Hijo de Javier Robinson Bours Almada y Alma Castelo Valenzuela, su padre es un reconocido empresario mexicano que fue alcalde de Cajeme de 1967 a 1970 y diputado federal por Sonora representando al distrito 4 en 1970 a 1973 en la XLVII Legislatura del Congreso de la Unión de México. Casado con Lourdes Laborín Gómez; sobrino de Enrique Robinson Bours Almada, empresario y miembro del Consejo Mexicano de Hombres de Negocios; hermano de Francisco Javier Robinson Bours Castelo, presidente de la empresa Bachoco; hermano de Ricardo Robinson Bours Castelo, alcalde de Cajeme de 2000 a 2003; y nieto de Alfonso Robinson Bours Monteverde.

## Actividad profesional
En el desarrollo de su actividad profesional, ha ocupado diferentes cargos ejecutivos dentro del sector empresarial, de 1980 a 1992 fue director de la empresa Bachoco. Por su experiencia en el campo agropecuario a través de la empresa familiar Bachoco, Eduardo Bours llegó a presidir el Consejo Nacional Agropecuario y fue nombrado negociador representante del sector privado en materia de agroindustria en las negociaciones del Tratado de Libre Comercio con los Estados Unidos de América y Canadá (COECE). Posteriormente de 1994 a 1996 fue presidente del Consejo de Administración y director general de la compañía Fresh del Monte Produce N.V. y coordinador general de la Unidad Coordinadora para el Acuerdo Bancario Empresarial (UCABE).
Adicionalmente, ha participado como consejero y miembro del Consejo de Administración de diversas instituciones como la Cámara Nacional de Comercio, Cámara Nacional de la Televisión por Cable (CANITEC), Comisión Mixta para la Promoción de las Exportaciones (COMPEX), Fondo para la Capitalización e Inversión del Sector Rural (FOCIR), Unión Nacional de Avicultores, Unión Nacional de Producción de Cerdos, Pronatura, Herdez, Grupo Azucarero Mexicano, Corporación Mexicana de Restaurantes, Macroasesoría Económica, Banca Serfín, Banco Nacional de Comercio Exterior (Bancomext), Nacional Financiera (NAFIN) y la Bolsa Mexicana de Valores (BMV).
A finales de la década de los años 90 (1997-1999) fue designado Presidente del Consejo Coordinador Empresarial (CCE), organismo cúpula del sector empresarial mexicano, donde impulsó el diálogo nacional y la búsqueda de consensos para acelerar la transición democrática. Asimismo, fue presidente del Comité Técnico de la Red de Centros Técnicos Regionales para la Competitividad Empresarial (Red Cetro-Crece), donde promovió el apoyo a las pequeñas y medianas empresas (PYMES) a través del establecimiento de centros regionales de atención en cada una de las entidades del país. En sólo dos años se atendieron a cerca de 4,500 empresas en todo el país.

## Política
En marzo del año 2000 fue postulado por el Partido Revolucionario Institucional como candidato al Senado de la República en las elecciones federales del 2 de julio, donde resultó elegido senador de Primera Minoría para la LVIII y LIX Legislaturas (2000-2006).
Como senador de la República por el Estado de Sonora para el periodo 2000-06 presidió la Comisión de Fomento Económico, fue secretario de la Comisión de Relaciones Exteriores para Europa y África y formó parte de las comisiones de Comercio y Fomento Industrial y de Comunicaciones y Transportes. Como senador impulsó diversas acciones dirigidas a promover especialmente la política industrial, el fomento a las empresas cooperativas, apoyos al campo y la participación ciudadana en el trabajo legislativo en comisiones. Además de llevar a cabo la primera consulta ciudadana para un senador de la república, en la consulta Opina Ahora Sonora se buscó la opinión ciudadana en relación con las reformas fiscales del periodo 2001-2002. Pidió licencia como senador en el 2003 para participar en las elecciones para gobernador de su estado, elección que ganó, convirtiéndose en el gobernador n.º 70 del estado de Sonora.
Milita en el Partido Revolucionario Institucional desde 1973. Se desempeñó como coordinador de enlace con el sector privado y financiamiento en la campaña política electoral de Francisco Labastida Ochoa en el año 2000, para la Presidencia de la República. Actualmente es miembro del Consejo Político Nacional, del Consejo Político Estatal en Sonora y miembro del Consejo Político Municipal de Cajeme, Sonora.

## Guardería ABC
En junio de 2010, el ministro de la Suprema Corte de Justicia de la Nación, Arturo Zaldívar Lelo de Larrea, presentó un dictamen que fue rechazado en votación de ocho de los once integrantes del pleno, en el cual, se señalaba a varios funcionarios como responsables por omisión de la muerte de 49 niños y lesiones a otros 104 niños en el incendio de la Guardería ABC de Hermosillo, Sonora; entre los funcionarios que habían sido señalados en el dictamen citado, se encontraban el exdirector del IMSS, Juan Francisco Molinar Horcasitas, el también exdirector del IMSS, Daniel Karam Toumeh, el exgobernador de Sonora, Eduardo Bours, entre otros funcionarios de diferentes niveles de gobierno. El dictamen se rechazó con base en el artículo 97 de la Constitución Mexicana, exonerando de las responsabilidades señaladas por Zaldívar a todos los funcionarios involucrados.
El subprocurador de Control Regional Procedimientos Penales y Amparo de la PGR, Renato Sales Heredia, declaró en julio de 2013 que se habían practicado más de 50 diligencias en una nueva línea de investigación, motivo por el que se inició otra averiguación previa el 23 de abril de 2013 en la que Eduardo Bours estaría involucrado. Dentro de estas líneas de investigación, las pruebas aportadas por medio de testimonios de presuntos testigos implicarían a funcionarios estatales con el incendio; sin embargo, según agentes del Ministerio Público Federal de la PGR, los testimonios "fueron considerados insuficientes para efectos de imputar algún delito al señor Bours”, por motivo de ausencia de pruebas que pudieran apoyar los testimonios, además de ciertas inconsistencias y contradicciones en las declaraciones dadas por los testigos en diferentes interrogatorios.

## Distinciones
- Ha sido nombrado como Líder Mundial del Mañana por el Foro Económico Mundial.
- Fue incluido en el libro 100 Nombres de la Transición Mexicana.

## Enlaces
- (en inglés) The Arizona Bilingual Magazine. Información de Sonora y Arizona
- Biografía en el sitio del Gobierno de Sonora

### Directa
- Alejandro Envila Fisher; Cien nombres de la transición mexicana , Editorial Grupo Era, 1.er Edición, 2000 [México]. (Política, 379p). ISBN 97-092-6630-6